# Kisunyom
Kisunyom (em croata: Kišujamba) é um município da Hungria, situado no condado de Vas. Tem 10 km² de área e sua população em 2015 foi estimada em 423 habitantes.